# Salamanca (Santa Cruz de Tenerife)
Salamanca es un barrio de la ciudad de Santa Cruz de Tenerife (Canarias, España), que se encuadra administrativamente dentro del distrito de Centro-Ifara.
El barrio debe su nombre a la familia dueña de la finca que poseían en la zona donde se ubica el barrio y que se denominaba Llanos de Salamanca. Los Salamanca de Santa Cruz descendían de Francisco de Salamanca, piloto de la carrera de Indias que llegó a la isla en 1510.
Salamanca posee muestras de arquitectura urbana tradicional de finales del siglo xix y principios del xx.

## Características
Salamanca es un barrio integrado urbanísticamente en el núcleo urbano de la ciudad. Tiene una superficie de 0,26 km². Está situado a 1,6 kilómetros aproximadamente del centro y a una altitud media de 86 m s. n. m.
Limita al sur con la Rambla de Santa Cruz, al oeste con el barranco de Santos y el barrio de Uruguay, al norte con los barrios de Las Acacias y Uruguay, y al este con el barrio de Las Mimosas.
El barrio cuenta con una plaza pública (Pza. de La Paz), el Parque de Secundino Delgado, canchas deportivas, un parque infantil, farmacias, sucursales bancarias, un multicine y otros pequeños comercios sobre todo a concentrados en la calle de Salamanca y en la avenida de las Islas Canarias. Aquí se encuentran además la Plaza de toros de Santa Cruz de Tenerife, la Parroquia Nuestra Señora de Fátima, la Iglesia Evangélica, la Dirección General de Atención a las Drogodependencias, el Centro Cultural Gallego y el Grupo Scout Zebensuí 7 de A.S.D.E.
Contó el barrio con el Teatro Baudet, el mayor de Canarias en su tiempo, con 2000 localidades, que cerró en 1985. Siguió funcionando unos años más para otros fines, e incluso hay un proyecto de rehabilitación a través de concurso del Cabildo, que se quedó en el baúl de los recuerdos, como tantos otros. En los bajos del edificio se encuentra la librería del Cabildo
El barrio de Salamanca comenzó a surgir a principios del siglo xx.

## Demografía
| 2005  | 2006  | 2007  | 2008  | 2009  | 2010  |
| ----- | ----- | ----- | ----- | ----- | ----- |
| 5.566 | 6.201 | 6.121 | 6.146 | 6.124 | 6.147 |

## Transporte público
En el barrio se encuentra la parada de la línea 1 del Tranvía de Tenerife denominada Puente Zurita.
| Línea | Origen      | Destino    |
| ----- | ----------- | ---------- |
|       | La Trinidad | Santa Cruz |

Además cuenta con una parada de taxi en la calle de Salamanca.
En guagua queda conectado mediante las siguientes líneas de Titsa:
| Línea | Trayecto                                                        | Recorrido     |
| ----- | --------------------------------------------------------------- | ------------- |
| 228   | Santa Cruz - Los Campitos (por La Cuesta)                       | Horario/Línea |
| 902   | Intercambiador - Plaza Los Patos - Barrio Nuevo                 | Horario/Línea |
| 904   | Plaza Weyler - Puente Zurita - Bº La Salud - Vuelta Los Pájaros | Horario/Línea |

## Fiestas
En el barrio se desarrollan actos festivos en el mes de mayo en honor a la Virgen de Fátima.

## Lugares de interés
- Plaza de toros de Santa Cruz de Tenerife
- Rambla de Santa Cruz
- Depósito de Aguas de Santa Cruz de Tenerife
- Multicines Reinor Price